# Pteromonnina stenophylla
Pteromonnina stenophylla är en jungfrulinsväxtart som först beskrevs av A. St.-hil., och fick sitt nu gällande namn av B. Eriksen. Pteromonnina stenophylla ingår i släktet Pteromonnina och familjen jungfrulinsväxter. Inga underarter finns listade i Catalogue of Life.